# Tiffany Tatum
Tiffany Tatum, pseudonimo di Ildikó Sarang (Budapest, 14 agosto 1997), è un'attrice pornografica ungherese.

## Carriera
Tiffany Tatum, abbandonato il suo lavoro in un ristorante, è entrata nell'industria pornografica a 19 anni nel 2017.
Nel 2022 e successivamente nel 2023 ha ottenuto il premio come miglior performer femminile dall'anno dagli XBIZ Europa Awards
In carriera ha girato oltre 600 scene, lavorando con le case di produzione più importanti del settore quali Marc Dorcel, Private, Jules Jordan, Blacked, Brazzers, Tushy, Vixen, Mofos, Reality Kings e altre

## Riconoscimenti
AVN Awards
- 2020 – Best Foreign-Shot All-Girl Sex Scene per Bacchanalia con Amirah Adara, Misha Cross, Anna de Ville e Sophie Sparks [4]

XBIZ Europa Awards
- 2019 – Best Sex Scene - Feature Movie per Rocco's Time Master: Sex Witches con Lutro[5]
- 2020 – Best Sex Scene - Gonzo per My Name is Zaawaadi con Zaawaadi e Vince Karter[6]
- 2021 – Best Sex Scene - Lesbian per Catch Me if you Can con Amirah Adara[7]
- 2022 – Female Performer of the Year[8]
- 2023 – Female Performer of the Year[9]
- 2023 – Best Sex Scene - Lesbian per Maria con Amirah Adara e Veronica Leal[10]